# Hervormde kerk (Axel)

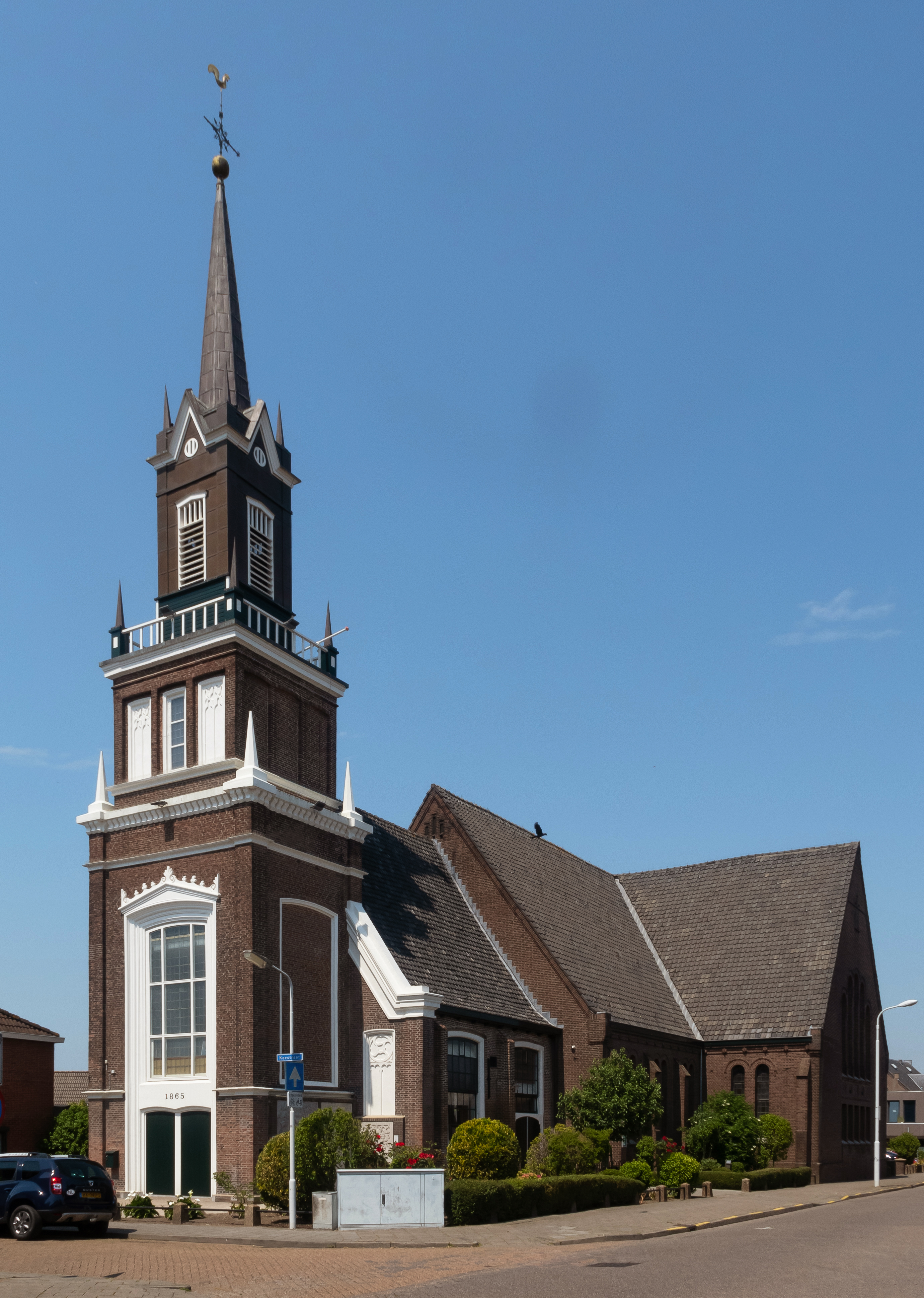
Hervormde kerk

De Hervormde kerk is een protestants kerkgebouw, gelegen in de tot de Zeeuwse gemeente Terneuzen behorende plaats Axel, aan de Koestraat 2.

## Geschiedenis
Axel kende een middeleeuwse, oorspronkelijk katholieke, kerk. Deze werd in 1617 vervangen door een voor de hervormde eredienst bestemd kerkgebouw. In 1734 werd het schip verlengd en in 1865 werd een toren voorgebouwd. Deze toren werd rijkelijk versierd met omlijstingen, pinakels en dergelijke. In 1923 werd de kerk gesloopt, met uitzondering van de toren en de twee traveeën waartegen de toren was aangebouwd. Het overige deel van de kerk werd vervangen door een bakstenen kruiskerk met expressionistische kenmerken.
In 2004 werd de kerk een PKN-kerk, en werd sindsdien samen met de Gereformeerden gebruikt.
Het orgel is van 1954 en werd oorspronkelijk gebouwd door G. van Leeuwen voor een tentoonstelling in de Ahoyhallen te Rotterdam om in hetzelfde jaar nog overgeplaatst te worden naar de kerk van Axel.
Tegen de toren staan enkele 17e- en 18e-eeuwse grafmonumenten opgesteld.